# Caprimulgus inornatus
Caprimulgus inornatus là một loài chim trong họ Caprimulgidae.